# Акылбек Сабалулы
Акылбек Сабалулы, Акылбек бин Сабал Турабаев (17.9.1880, бывшая Акботинская волость, Семипалатинская область — 4.1.1919, аул Бестерек, Восточно-Казахстанская область) — казахский акын. Происходит из рода уак.

## Биография
Учился в медресе Ахмета Ризы в Семипалатинске. Владел арабским, персидским, турецким языками.
Большое влияние на творчество Акылбека оказала поэзия Абая. Переводы Акылбека восточных поэм и кисса обогатили казахскую литературу приключенческими поэмами-дастанами. В городе Казани изданы: «Таhир и 3yhpa» (1902, 1911), сборник «Ғашықнаме» (1916), «Бозжігіт» (1910, 1911), «Қисса Марғұба» (1911), «Ибраhим» (1911), «Хикмет Нығымет» (1911), «Қырық уәзір» (1911), «Алтын балық» (1912), «Самруғ» (1915), «Дандан ғашық», «Мағшұқнаме» (1910, 1911), «Назым» (1911), «Сұм заман» (1911), «Ғибратнама» (1911), «Сәтбек батыр» (1911 — 15). Основная тематика произведения — борьба за идеалы гуманизма, просвещение.
Книги Акылбека хранятся в библиотеках Москвы, Петербурга, Казани.